# العلاقات المالديفية الموريتانية
العلاقات المالديفية الموريتانية هي العلاقات الثنائية التي تجمع بين المالديف وموريتانيا.

## مقارنة بين البلدين
هذه مقارنة عامة ومرجعية للدولتين:
| وجه المقارنة                                              | المالديف       | موريتانيا                 |
| --------------------------------------------------------- | -------------- | ------------------------- |
| المساحة (كم2)                                             | 298            | 1.03 مليون                |
| عدد السكان (نسمة)                                         | 436.33 ألف     | 4.42 مليون                |
| الكثافة السكانية (ن./كم²)                                 | 146.42 ألف     | 4.29                      |
| العاصمة                                                   | ماليه          | نواكشوط                   |
| اللغة الرسمية                                             | اللغة الديفهي  | اللغة العربية، لغة فرنسية |
| العملة                                                    | روفيه مالديفية | أوقية موريتانية، أوقية ‏   |
| الناتج المحلي الإجمالي (بليون دولار)                      | 4.60 مليار     | 5.02 مليار                |
| الناتج المحلي الإجمالي (تعادل القوة الشرائية) بليون دولار | 5.23 مليار     |                           |
| الناتج المحلي الإجمالي الاسمي للفرد دولار أمريكي          | 8.39 ألف       |                           |
| الناتج المحلي الإجمالي للفرد دولار أمريكي                 | 12.53 ألف      | 3.91 ألف                  |
| مؤشر التنمية البشرية                                      | 0.706          | 0.506                     |
| رمز المكالمات الدولي                                      | +960           | +222                      |
| رمز الإنترنت                                              | .mv            | .mr                       |
| المنطقة الزمنية                                           | ت ع م+05:00    | 00                        |

## منظمات دولية مشتركة
يشترك البلدان في عضوية مجموعة من المنظمات الدولية، منها:
| علم المنظمة | اسم المنظمة                        | تاريخ انضمام المالديف | تاريخ انضمام موريتانيا |
| ----------- | ---------------------------------- | --------------------- | ---------------------- |
|             | وكالة ضمان الاستثمار متعدد الأطراف | 19 مايو 2005          | 8 سبتمبر 1992          |
|             | منظمة التعاون الإسلامي             | ?                     | ?                      |
|             | منظمة الشرطة الجنائية الدولية      | ?                     | ?                      |
|             | منظمة حظر الأسلحة الكيميائية       | ?                     | ?                      |
|             | منظمة التجارة العالمية             | ?                     | 31 مايو 1995           |
|             | الأمم المتحدة                      | 21 سبتمبر 1965        | 27 أكتوبر 1961         |
|             | مؤسسة التمويل الدولية              | 2 فبراير 1983         | 29 ديسمبر 1967         |
|             | يونسكو                             | 18 يوليو 1980         | 10 يناير 1962          |
|             | مؤسسة التنمية الدولية              | 13 يناير 1978         | 10 سبتمبر 1963         |
|             | البنك الدولي للإنشاء والتعمير      | 13 يناير 1978         | 10 سبتمبر 1963         |
|             | الاتحاد البريدي العالمي            | ?                     | ?                      |
|             | الاتحاد الدولي للاتصالات           | 28 فبراير 1967        | 18 أبريل 1962          |

## وصلات خارجية
- موقع وزارة الخارجية المالديفية